# Stacken (ö i Sastmola)
Stacken(område i Sastmola, Finland) (Fi: Takki) är en ö i Finland.   Den ligger i kommunen Sastmola i den ekonomiska regionen  Björneborgs ekonomiska region  och landskapet Satakunta, i den sydvästra delen av landet, 270 km nordväst om huvudstaden Helsingfors.